# Мотідзукі Сін'іті
Сініті Мотідзукі (яп. 望月 新 Mochizuki Shin'ichi, нар. 29 березня 1969 в Токіо) — японський математик, що працює в теорії чисел, алгебричній геометрії, теорії Годжа, анабелевій геометрії.
Розробив p-адичну теорію Тайхмюллера (теорію уніформізації p-адичних гіперболічних кривих і їхніх модулів), теорію Годжа-Аракелова і арифметичну теорію Тайхмюллера і її застосування в діофантовій геометрії.
В серпні 2012 року опублікував чотири статті, що розвивають арифметичну теорію Тайхмюллера (арифметичну теорію деформації), з якої, зокрема, витікає доведення кількох фундаментальних гіпотез діофантової геометрії, включно з доведенням abc-гіпотези.
2015 року було організовано конференції з арифметичної теорії Тайхмюллера в Кіото і Пекіні. В грудні 2015 року буде проведено конференцію Математичного інституту Клея в Оксфорді, а в липні 2016 року відбудеться конференція «Вершини арифметичної теорії Тайхмюллера» в Кіото. Протягом трьох років після публікації праці в інтернеті жоден математик не знайшов суттєвих помилок.

## Публікації
- Mochizuki, Shinichi (1997), A Version of the Grothendieck Conjecture for p-adic Local Fields (PDF), The International Journal of Mathematics, singapore: World Scientific Pub. Co., 8 (3): 499—506, ISSN 0129-167X, архів оригіналу (PDF) за 28 березня 2016, процитовано 28 січня 2016
- Mochizuki, Shinichi (1998), Proceedings of the International Congress of Mathematicians, Vol. II (Berlin, 1998), Documenta Mathematica: 187—196, ISSN 1431-0635, MR 1648069, архів оригіналу за 3 березня 2016, процитовано 28 січня 2016
- Mochizuki, Shinichi (1999), Foundations of p-adic Teichmüller theory, AMS/IP Studies in Advanced Mathematics, т. 11, Providence, R.I.: American Mathematical Society, ISBN 978-0-8218-1190-0, MR 1700772